# Federația Română de Volei
Federația Română de Volei (FRV) este organismul de conducere a voleiului din România. Înființată în anul 1931, este membră a Comitetului Olimpic Român (COSR), membră fondatoare al Federației Internaționale de Volei (FIVB) și afiliată Confederației Europene de Volei (CEV).

## Competiții
Federația Română de Volei organizează următoarele competiții:

### Masculin
- Divizia A
- Cupa României
- Super Cupa României
- Divizia A2 Vest
- Divizia A2 Est
- Divizia Juniori
- Divizia Cadeți
- Divizia Speranțe
- Divizia Minivolei

### Feminin
- Divizia A
- Cupa României
- Super Cupa României
- Divizia A2 Vest
- Divizia A2 Est
- Divizia Juniori
- Divizia Cadeți
- Divizia Speranțe
- Divizia Minivolei

## Președinți
- 1992-2000 Ovidiu Natea[2]
- 2001-2004 Ovidiu Natea[2]
- 2004-2020 Gheorghe Vișan[3]
- 2020-prezent Adin Cojocaru[4]

## Legături externe
- Site oficial